# Miguel Brayer
Michel Silvestre Brayer, conocido en América del Sur como Miguel Brayer (Douai, Francia, 31 de diciembre de 1769 - París, 28 de noviembre de 1840) fue un militar francés que participó en las guerras napoleónicas, llegando al grado de General de Brigada. Tras la restauración borbónica, huyó a Chile, donde tuvo una actuación desastrosa en la guerra de independencia de Chile. De regreso a Francia, recuperó todos sus grados y honores y continuó su carrera militar, participando en la organización de la invasión de España por los Cien Mil Hijos de San Luis que acabó con los logros del trienio liberal. El nombre de Michel Brayer está grabado en el Arco del Triunfo.

## Las guerras napoleónicas
Ingresó como soldado al Regimiento Suizo de Reinhart a los 13 años. Incorporado después al regimiento de Puy-de-Dôme, hizo en 1792 la campaña de las Ardenas, del Mosela, del Danubio y del Rin. Más tarde fue ascendiendo hasta llegar a jefe de batallón en 1799. Cuatro años más tarde se destacó en la batalla de Hohenlinden y fue incorporado a la Legión de Honor en 1805. En 1809 fue ascendido al grado de general de brigada.
Participó en la campaña de Austria de 1803, y tuvo actuaciones destacadas en las batallas de Austerlitz, Friedland.
En algún momento, en esos años, fue diputado a la Asamblea Nacional.
Pasó posteriormente a los ejércitos napoleónicos en España. Allí combatió en la batalla de Burgos, llegando al grado de general en 1809, año en que tuvo una actuación destacada en la batalla de Ocaña y la campaña de la Sierra Morena. Reconocido como barón imperial, actuó también en la batalla de Gévora y en la de Albuera.
Regresó al frente oriental, combatiendo en las batallas de Dresde y Leipzig.
Tras la abdicación de Napoleón Bonaparte, pasó a retiro, aunque Luis XVIII lo nombró caballero de la Orden de San Luis. Era el comandante de la plaza militar de Lyon cuando el regreso de Napoleón a Francia, pasando nuevamente a órdenes del Emperador; éste lo nombró gobernador de la ciudad y palacio de Versalles el 5 de mayo de 1815, par de Francia el 2 de julio y conde del Imperio con una dotación de 4000 francos.

## Actuación en Chile y Buenos Aires
Tras la derrota definitiva de Napoleón, el rey Luis XVIII lo incluyó en su ordenanza que condenaba a muerte a los oficiales que hubieran acompañado al Emperador, en septiembre de 1816. No obstante, ya había huido a Prusia, desde donde pasó a los Estados Unidos.
Allí conoció al general José Miguel Carrera, líder de una de las facciones del independentismo de Chile. Juntos regresaron a Sudamérica, desembarcando en Buenos Aires en febrero de 1817 al frente de una flotilla destinada a la independencia chilena. Pero la flota fue requisada y Carrera pasó a Montevideo, mientras Brayer continuó su viaje por tierra hasta Chile, país que acababa de reconquistar su libertad gracias al Ejército de los Andes, comandado por José de San Martín.
Al llegar a Chile, su experiencia era muy superior a la de cualquier otro oficial del Ejército Chileno, por lo que San Martín lo nombró jefe de Estado Mayor del mismo, segundo del general Bernardo O'Higgins. En tal carácter, participó en el sitio de Talcahuano: esa puerto—ubicado demasiado cerca de la ciudad de Concepción como para ser ignorada— estaba bien amurallada, y era fácilmente aprovisionada desde el mar por la flota española.
Cuando O'Higgins pidió opiniones sobre cómo tomar la ciudad sitiada, el general Juan Gregorio de Las Heras propuso una estrategia de desgaste gradual. En cambio, Brayer indicó que debía asaltarse la fortaleza avanzada de Talcahuano de frente y desde allí avanzar hacia la ciudad; cuando Las Heras objetó que eso significaba tener que asaltar inútilmente dos murallas, Brayer le recordó que él había asaltado una fortaleza prusiana en muletas y le aconsejó que no participara en el asalto. Como O'Higgins prefirió confiar en Brayer, Las Heras exigió ser quien comandara el asalto a las posiciones, para demostrar que no era por cobardía que había criticado la estrategia.
Pese al heroísmo del ataque de Las Heras —que estuvo a punto de morir en el intento— y sus hombres —que cayeron de a cientos— el ataque fue un total fracaso. Brayer trató de culpar del fracaso a Las Heras, lo que O'Higgins rechazó.
Retrocediendo hacia el norte con el resto del ejército, Brayer volvió a cometer un error grave cuando ordenó al coronel Ramón Freire abandonar Lontué en presencia del enemigo, que estuvo a punto de destruir su división.
Cuando ocurrió la sorpresa de Cancha Rayada, Brayer abandonó el ejército sin dar indicaciones precisas de cómo efectuar la retirada. Esta acción causó muchas bajas, entre ellas, la herida de O'Higgins. Al llegar a Santiago difundió entre la población que se había perdido la guerra y que había que huir a Argentina, mientras San Martín reunía nuevamente su ejército.
Al iniciarse la batalla de Maipú,  Brayer solicitó autorización para irse a tomar unos baños termales. San Martín le contestó que eso bien podía esperar unas horas, hasta después de la batalla que ya había comenzado. Como Brayer insistió, San Martín lo dio de baja frente a todo su estado mayor y le gritó 

"hasta el último tambor del ejército tiene más honor que usted."

Mientras los realistas huían derrotados en Maipú, Brayer huyó a Buenos Aires; allí publicó unos panfletos contra San Martín y exigió el pago de sus sueldos y premios. San Martín, desde Mendoza, exigió y obtuvo su encarcelamiento. Aprovechando una especie de libertad condicional, huyó meses después a Montevideo. Allí volvió a encontrarse con Carrera, a quien ayudó en su campaña periodística contra O'Higgins, difamando nuevamente a San Martín en la prensa. Posteriormente intentó volver a Buenos Aires en 1820, pero no fue autorizado. Entonces regresó a Francia.

## Últimos años
Regresó a Francia en 1820. Indultado de la antigua condena a muerte, recuperó todos sus cargos militares y honores. Participó en la organización de la invasión de los “Cien Mil Hijos de San Luis”, que reinstauró el absolutismo en España.
Posteriormente fue ascendido al grado de teniente general, puesto al mando de la Quinta División, con sede en Estrasburgo. Entre 1833 y 1835 fue inspector general de Infantería. Pasó a retiro definitivo en 1836.
Falleció en París en 1840.
Su nombre figura en el Arco de Triunfo de París. También es mencionado en el testamento de Napoleón, que le legó una suma de cien mil francos.
Su hijo, Miguel Silvestre Felipe Brayer (1813-1870), conde del imperio, llegó al grado de general de brigada muriendo en combate el 16 de agosto de 1870 en la batalla de Mars-la-Tour (Rézonville), durante la guerra franco-prusiana.